# Alexander Morgan
Alexander Morgan (14 de janeiro de 1982) é um desportista australiano que compete no ciclismo na modalidade de pista, especialista na prova de perseguição por equipas.
Ganhou uma medalha de ouro no Campeonato Mundial de Ciclismo em Pista de 2013, na prova de perseguição por equipas.

## Medalheiro internacional
| Campeonato Mundial | Campeonato Mundial    | Campeonato Mundial | Campeonato Mundial      |
| Ano                | Lugar                 | Medalha            | Competição              |
| ------------------ | --------------------- | ------------------ | ----------------------- |
| 2013               | Minsk ( Bielorrússia) | Medalha de ouro    | Perseguição por equipas |